# Tatort: Made in China
Made in China ist ein Fernsehfilm aus der Krimireihe Tatort. Der vom WDR produzierte Beitrag ist die 1286. Tatort-Episode und wurde am 26. Dezember 2024 im Ersten ausgestrahlt. Das Team aus Dortmund ermittelt – es ist der 26. Fall von Faber und der 8. von Rosa Herzog.

## Handlung
In einem Asia-Shop wird eine blutverschmierte junge Frau, die mit einem Messer bewaffnet ist, festgenommen. Den Kommissaren Faber und Herzog, die zusammen mit ihrer neuen Chefin Ira Klasnić ermitteln, erzählt sie verwirrt, sie habe jemanden erstochen. Kriminaltechniker Haller stellt fest, dass das Blut auf ihren Kleidern das ihres Vaters oder Sohnes ist. Die Frau entpuppt sich als die Industriellentochter Vanessa Haiden. Als Faber und Herzog die Villa Haiden aufsuchen, finden sie Vanessas Mutter Sophia gefesselt und geknebelt vor, das Büro wurde durchsucht. In der Küche findet die Polizei Blutspuren.
Sophia Haiden weiß nicht, wo sich ihr Mann Jo, der für das China-Geschäft der Stahl-Firma zuständig ist, gerade aufhält. Herzog hat beobachtet, dass der Personalvorstand Stephan Haiden, Sophias Cousin und Nachbar, sich für seine Cousine interessiert. Über ihre Mutter, die als ehemalige RAF-Terroristin inhaftiert ist, findet Herzog heraus, dass Jo Haiden für die Volksrepublik China spioniert hatte. Eine Verfassungsschutz-Beamtin bestätigt den Polizisten dessen Agententätigkeit. Er habe aussteigen wollen, der Verfassungsschutz habe ihm jedoch keine neue Identität beschaffen können. Eine Tätigkeit für den deutschen Verfassungsschutz lehnte er ab.
Vor Haidens Villa taucht die chinesische Psychiaterin Shen Bo auf. Die Kommissare ermitteln, dass sie die chinesische Tochter von Jo Haiden ist.
Vanessa Haiden wird entführt, die Polizei und Sophia Haiden vermuten den chinesischen Geheimdienst dahinter. Nach Übergabe von zwei SD-Karten mit kompromittierendem Material, die in Jo Haidens Büro sichergestellt wurden, wird Vanessa freigelassen. In einem alten Fabrikgebäude der Haiders entdecken Faber und Herzog Hinweise darauf, dass Jo Haidens chinesische Tochter ihrem Vater Blut abgenommen hatte, um ein Verbrechen vorzutäuschen. Sophia und Vanessa Haiden sowie Shen Bo geben zu, dass sie die Ermordung von Jo Haiden vorgetäuscht hatten, damit er der Rache des chinesischen Geheimdienstes entkommen konnte. Sophia Haiden war später in den Plan eingeweiht worden. Zuletzt behaupten die drei, dass Jo Haiden sich abgesetzt habe, sie wüssten jedoch nichts Weiteres zu seinem Verbleib. Herzog und Klasnić können Faber überzeugen, das Vortäuschen der Straftat nicht zu verfolgen. Sie beschließen, Jo Haiden nicht für tot zu erklären, aber weitere Fahndungen nach ihm einzustellen.

## Hintergrund
Der Film wurde vom 29. August 2023 bis zum 27. September 2023 in Dortmund gedreht.

## Einschaltquoten
Die Erstausstrahlung von Made in China am 26. Dezember 2024 wurde in Deutschland von 5,20 Millionen Zuschauern gesehen und erreichte einen Marktanteil von 20,9 % für Das Erste.